# Jacob Hanna
Jacob H. Hanna (en árabe Yaqub o Yaoub; nacido el 26 de agosto de 1979) es un biólogo palestino nacido en Israel que trabaja como profesor en el Departamento de Genética Molecular del Instituto Weizmann de Ciencias en Rehovot, Israel. Experto en investigación con células madre embrionarias, ha obtenido amplio reconocimiento por desarrollar los primeros modelos de embriones sintéticos genuinos (también conocidos como "modelos de embriones completos") a partir de células madre en placas de Petri en ratones y humanos.
Para lograrlo, primero desarrolló una técnica para el cultivo prolongado de embriones de ratón fuera del útero (ex utero) en 2021, capturando el desarrollo desde antes de la gastrulación hasta la organogénesis tardía fuera del útero, y posteriormente aplicó su técnica para lograr los primeros modelos completos de embriones sintéticos de ratones en 2022 y de humanos en 2023, que pueden fabricarse únicamente a partir de células madre embrionarias pluripotentes y fuera del útero.
Hanna ha sido el pionero en la plataforma extendida, estática y dinámica, de crecimiento de embriones postimplantación ex útero que resultó fundamental para permitir el establecimiento del modelo de embrión completo sintético, y también fue pionero en el desarrollo de la tecnología necesaria para generar estados ingenuos pluripotentes alternativos en humanos, que corresponden a etapas más tempranas del desarrollo y conservan un potencial mejorado para producir tejido extraembrionario esencial (placenta y saco vitelino), lo cual resultó esencial para generar los primeros modelos de embriones sintéticos completos por parte de su equipo únicamente a partir de tales células ingenuas pluripotentes.

## Infancia y juventud
Hanna nació en Rama, una aldea palestina en la región de Galilea de Israel, en el seno de una familia palestina cristiana; su padre es protestante, como él, y su madre ortodoxa griega. Su padre era pediatra y su madre era profesora de biología en una escuela secundaria. Estudió ciencias médicas en la Universidad Hebrea de Jerusalén, donde obtuvo una licenciatura summa cum laude en 2001, y luego continuó haciendo un doctorado dual en medicina y filosofía en esa misma institución. En diversas entrevistas ha comentado que su decisión de emprender una carrera en investigación se vio fuertemente influenciada e inspirada por el éxito de su tío, Nabil Hanna, quien inventó la primera terapia de anticuerpos en humanos aprobada por la FDA (Rituxan, un fármaco monoclonal anti-CD20 de gran éxito para el tratamiento del linfoma no hodgkiniano) mientras trabajaba como director científico de IDEC Pharmaceuticals. La investigación de su doctorado fue supervisada por Ofer Mandelboim y versó sobre el papel de las células asesinas naturales. En 2007, la Universidad Hebrea le otorgó sendos doctorados en microbiología e inmunología y otro doctorado summa cum laude en medicina clínica.
Hanna decidió no dedicarse a la medicina y centrarse únicamente en desarrollar su carrera académica e investigadora. En 2007, pasó a ser miembro de la Helen Hay Whitney Foundation y después recibió una beca Genzyme -Whitehead para becarios postdoctorales destacados en 2009, mediante la cual trabajó en el Instituto Whitehead de Investigación Biomédica en Cambridge, Massachusetts. Su investigación en este instituto hasta principios de 2011, bajo la dirección de Rudolf Jaenisch, le ayudó a especializarse en la investigación de células madre pluripotentes y en la reprogramación decélulas madre pluripotentes inducidas.

## Educación
Hanna tiene un doctorado en microbiología e inmunología y un doctorado en medicina clínica de la Universidad Hebrea de Jerusalén. Para formarse en la investigación de células madre, trabajó de 2007 a 2011 como becario postdoctoral con la beca Helen Hay Whitney - Novartis y como becario postdoctoral con la beca Genzyme en el Instituto Whitehead de Investigación Biomédica del MIT, bajo la dirección de Rudolf Jaenisch. En 2011, Hanna se unió al Instituto Weizmann de Ciencias como profesor asistente y ha estado allí desde entonces. En 2018, Hanna recibió la titularidad académica y un ascenso en el Departamento de Genética Molecular del Instituto Weizmann de Ciencias, y en 2023 se convirtió en Catedrático de Biología de Células Madre y Embriología Sintética.
Hanna fue incluido en 2014 entre los 40 científicos internacionales más importantes con menos de 40 por la revista Cell, y en 2018 la Organización Europea de Biología Molecular le nombró miembro de la institución. En 2021, la revista Prospect lo catalogó como el mejor intelectual de ese año por sus trabajos sobre embriología. Su cultivo extendido de embriones ex útero fue seleccionado entre los principales avances del año 2021 por la revista Science, y sus modelos completos de embriones sintéticos de ratón fueron seleccionados por la revista Nature como una de las siete tecnologías a observar en 2023. El modelo de embrión sintético humano completo generado por Hanna fue seleccionado por Time como el avance del año 2023, y la generación de modelos de desarrollo de embriones sintéticos mediante el uso de células madre fue seleccionada como el método del año 2023 por Nature Methods.

## Investigaciones y descubrimientos

### Reprogramación inducida de células madre pluripotentes
Durante su investigación postdoctoral en el Instituto Whitehead, Hanna se centró en el estudio de las células madre embrionarias (ES) y la reprogramación epigenética de células somáticas en células similares a las CME, llamadas células madre pluripotentes inducidas (iPS). Desarrolló modelos de ratones transgénicos para abordar problemas en la investigación con células madre. En 2007, logró proporcionar la primera evidencia de que las iPS podrían usarse para una enfermedad genética de la sangre, la anemia falciforme, mediante un enfoque de terapia genética y celular combinada aplicada en ratones. Su supervisor, Jaenisch, recibió el Premio Masri y el Premio Wolf en 2011 por esta investigación, como decía la mención del premio: «Por la demostración de que las células iPS se pueden utilizar para curar enfermedades genéticas en un mamífero, estableciendo así su potencial terapéutico».
Hanna hizo contribuciones científicas para comprender el fenómeno iPS en sus inicios. Desarrolló nuevos modelos transgénicos inducibles de "ratones reprogramables" con fármacos controlados sobre la expresión de los factores de reprogramación de Yamanaka. Esta técnica le permitió crear linfocitos B reprogramados que portaban reordenamientos genéticos endógenos del receptor de células B (BCR) en iPS, proporcionando así una prueba definitiva de la viabilidad de reprogramar células terminalmente diferenciadas en iPS que portaban la marca de reordenamiento genético original del BCR.

### Reprogramación epigenética y pluripotencia ingenua
Al principio, su propio grupo identificó una serie de reguladores epigenéticos clave que influyen en la eficiencia de la derivación de iPS, como el papel de la desmetilasa H3K27 Utx en la formación de iPS, y demostró por primera vez las eficiencias deterministas de reprogramación (hasta el 100 % en 8 días) mediante un agotamiento optimizado del eje del miembro central Gatad2a/Mbd3 del complejo correpresor NuRD. Este último trabajo facilitó el camino para que otros demostraran métodos alternativos para obtener una reprogramación determinista. Por ejemplo, el grupo de Thomas Graf demostró que la activación transitoria de C/EBPα, previamente destacada por Hanna y Jaenisch como un refuerzo para la reprogramación de células B, puede producir hasta un 100% de reprogramación determinista de iPS a partir de células B en 8 días. Hanna también identificó la sumoilación de la histona del conector H1 como un determinante importante para la transición entre estados ingenuos de totipotencia y pluripotencia.
A partir de 2013, Hanna trabajó como Investigador Robertson de Células Madre en la New York Stem Cell Foundation. Su primer gran logro en el marco de su investigación en este nuevo centro científico fue la demostración de que el estado de células ES/iPS similares a las humanas en condiciones ingenuas en NHSM que descubrió (y más tarde también en condiciones ingenuas en HENSM), tiene propiedades funcionales únicas adicionales en comparación con las células madre iPS imprimadas convencionales, que son la creación de células madre de esperma y óvulos a partir de iPS similares a células de la piel humana, lo que no ha sido posible hasta ahora con las iPS humanas convencionales. El experimento, realizado en colaboración con el equipo de Azim Surani de la Universidad de Cambridge, se publicó en la revista Cell en 2015. David Cyranoski informó de ello en Nature y lo calificó como «una hazaña lograda por primera vez en humanos».
En 2014, Hanna criticó a Jaenisch, su antiguo mentor postdoctoral en el Instituto Whitehead del MIT, acusando a su equipo de publicar resultados experimentales negativos «falsos» y poco fiables sobre la incapacidad de generar quimerismo entre especies ratón-humano en un artículo publicado por Jaenisch sobre la pluripotencia de las células madre embrionarias humanas en la revista Cell Stem Cell. Sorprendentemente, en 2016, Jaenisch y su equipo reportaron resultados positivos sobre el mismo tema en las Actas de la Academia Nacional de Ciencias (PNAS) e informaron sobre la capacidad de crear embriones quiméricos a partir de una mezcla de células humanas y de ratón. A la luz de este último descubrimiento, Hanna volvió a plantear los mismos comentarios críticos en PubMed, pidiendo la retractación de una sección del artículo anterior de Jaenisch de 2014 en Cell Stem Cell que había reportado resultados negativos, a diferencia de los resultados positivos reportados por el mismo equipo dirigido por Jaenisch en la PNAS en 2016. Jaenisch publicó una rectificación en dicha revista. Hallazgos posteriores publicados de forma independiente por el grupo Jun Wu y por otros distintos respaldaron el quimerismo entre especies entre ratón y humano con células pluripotentes humanas como lo había descrito originalmente Hanna en 2013, y su grupo lo amplió aún más en 2021. También se demostró de forma independiente que las iPS humanas expandidas en medios RSeT similares las del laboratorio de Hanna contribuyen de forma independiente a incrementar la dopamina de las neuronas en quimeras posnatales de especies cruzadas entre ratón y humano, consolidando así las afirmaciones previas de Hanna y refutando las publicadas por Jaenisch en 2014.
El equipo de Hanna también ha explorado maneras de resolver programas ingenuos de pluripotencia y ha delineado una función crítica para la metilación del ARN m 6 A en las transiciones de células madre en el desarrollo del ratón periimplantación. Su estudio publicado en Science en 2015 proporcionó la primera demostración de la absoluta esencialidad de la capa epigenética del ARNm m6A para la viabilidad de embriones de mamíferos in vivo y descubrió una tolerancia opuesta al agotamiento del represor epigenético en células ingenuas y preparadas de la misma especie que Hanna utilizó más tarde para optimizar las condiciones ingenuas en humanos, ya que solo las células ingenuas pueden tolerar la ablación genética o la metilación del ARN y el ADN (depositadas y mantenidas por las enzimas METTL3 y DNMT1, respectivamente). Hanna utilizó esta última propiedad para detectar condiciones que permitan la supervivencia de células pluripotentes humanas sin estas enzimas y denominó las condiciones como Medios de Células Madre Humanas Ingenuas Mejoradas (HENSM en sus siglas inglesas).
El laboratorio de Hanna también se centró en descifrar los principios que regulan la pluripotencia ingenua en diferentes especies y en 2013 su equipo fue el primero en derivar células pluripotentes de tipo ingenuo independientes de MEK/ERK genéticamente no modificadas (denominadas Condiciones NHSM, que fueron comercializadas como RSeT por Stemcell Technologies). A continuación, Hanna desarrolló sistemas de ingeniería para detectar condiciones NHSM mejoradas que mantienen células ES pluripotentes humanas que pueden tolerar la eliminación de enzimas de metilación de ARN o ADN (mediante la ablación de los genes METTL3 o DNMT1, respectivamente), e identificó condiciones NHSM mejoradas (las ya citadas HENSM), que pueden producir ES/iPS con características más convincentes de las etapas de mórula de blastocisto previas a la implantación humana.

### Modelos sintéticos de embriones completos desarrollados ex útero
La investigación más reconocida de Hanna es el desarrollo por primera vez de un método que combina condiciones estáticas y renovadas de "cultivo en rodillos" para el cultivo extendido de embriones de ratón avanzados fuera del útero (ex útero) en 2021, desde la pregastrulación hasta la organogénesis tardía, lo que posteriormente le permitió crear los primeros modelos sintéticos completos y auténticos de embriones de ratón derivados únicamente de células madre pluripotentes ingenuas en 2022. En septiembre de 2023, Nature aceptó el artículo de Hanna, previamente prepublicado en bioRxiv el 14 de junio de 2023, sobre la generación de embriones humanos sintéticos completos y estructurados del día 14 derivados de células ES/iPS humanas vírgenes cultivadas en condiciones HENSM. El modelo completo de embrión derivado de células madre humanas (SEM en sus siglas inglesas) de Hanna puede generar células madre de trofoblasto extraembrionarias, células de mesodermo y células de endodermo primitivas sin modificación genética, transgén o sobreexpresión de factores de transcripción, y tiene una asombrosa similitud estructural y morfológica con el embrión dentro del útero del ser humano en el día 14. Las ES/iPS convencionales preparadas para humanos (y ratones) no logran este hito, lo que destaca la esencialidad de capturar estados pluripotentes ingenuos alternativos en humanos para poder derivar SEM humanos hasta el día 14.
El profesor Alfonso Martínez Arias, del departamento de Ciencias Experimentales y de la Salud de la Universidad Pompeu Fabra de Barcelona, afirmó que se trata de «una investigación muy importante», y añadió que «la investigación ha logrado, por primera vez, una construcción fiel de la estructura completa [de un embrión humano] a partir de células madre» en el laboratorio, «abriendo así la puerta a estudios de los acontecimientos que conducen a la formación del cuerpo del ser humano». Philip Ball explicó que el Dr. Bailey Weatherbee de la Universidad de Cambridge, que había intentado generar modelos de embriones humanos, «está impresionado por las estructuras similares a embriones reportadas por el equipo de Hanna, y está de acuerdo en que los suyos no tienen estas estructuras». El profesor Robin Lovell Badge, que investiga el desarrollo de embriones en el Instituto Francis Crick de Londres, declaró a la BBC que los modelos de embriones humanos de Hanna «pintan bastante bien» y «parecen bastante normales». También afirmó: «Creo que es bueno, creo que está muy bien hecho, todo tiene sentido y estoy bastante impresionado».

### Debates éticos
En 2022, cuando Hanna anunció la creación del primer embrión sintético de ratón genuino, informó al MIT Technology Review que ya estaba usando el mismo método para crear modelos de embriones humanos (de lo que, de hecho, fue el primero en informar en 2023). La empresa que los financiaba, NFX, afirmó que el objetivo era «renovar a la humanidad: hacernos a todos jóvenes y saludables». Cuando Hanna anunció la creación de los primeros modelos de embriones humanos sintéticos en un manuscrito preimpreso en bioRxiv, y poco después publicado en Nature, fue recibido como un «gran avance» en la ciencia. Sin embargo, la hazaña científica de Hanna aumentó aún más los debates en torno a una serie de polémicas éticas y legales. La Sociedad Internacional para la Investigación de Células Madre (ISSCR en sus siglas inglesas) ha creado directrices para el mantenimiento de embriones humanos que se siguen en la mayoría de los países. Sin embargo, estas directrices o cualquier otra legislación no cubren los modelos de embriones sintéticos, ya que los modelos de embriones se fabrican a partir de células ordinarias. Hanna defendió su trabajo en la web de noticias Stat argumentando que «no se prohíbe la física nuclear porque alguien pueda fabricar una bomba nuclear».
Los profesores Rivron, Martínez Arias y otros, al escribir sobre diversas cuestiones éticas en Cell en 2023, hablaron sobre la necesidad de abrir un debate sobre la posible revisión de la definición de "embrión", ya que ciertos modelos de embriones pueden, en teoría, convertirse en embriones funcionales y producir bebés. Robin Lovell-Badge, del Instituto Francis Crick y uno de los expertos que prepararon las directrices de la ISSCR, también estuvo de acuerdo en que tanto los modelos de embriones humanos naturales como los sintéticos deben regularse por igual y dijo: «Estos modelos desafían la necesidad de ceñirse a la regla de los 14 días», refiriéndose a la flexibilización por parte de la ISSCR en 2021 del límite de crecimiento de embriones humanos hasta 14 días. La complejidad científica y ética de la cuestión fue señalada por J. Benjamin Hurlbut, bioético de la Universidad Estatal de Arizona, que declaró: «La gran pregunta es cómo se va a trazar la frontera entre un cultivo de tejidos y un organismo humano, y con qué criterios». Alfonso Martínez Arias, profesor de la Universidad Pompeu Fabra, cuyo propio laboratorio está trabajando en la construcción de modelos de embriones humanos, señaló que tales conversaciones y debates no son nada nuevo y deben ser bienvenidos. La Sociedad Internacional para la Investigación de Células Madre anunció públicamente su apoyo a la investigación y destacó al público que estos modelos de embriones completos son sólo modelos de embriogénesis y no deben considerarse embriones. El escritor científico británico Philip Ball enfatizó que «ninguno [de los modelos de embriones] tiene el potencial de convertirse en un ser humano, ni hay ninguna razón por la cual los científicos quisieran que llegasen a hacerlo». Tras la publicación del innovador artículo de Hanna sobre modelos de embriones humanos completos derivados de células madre (los denominados SEM) en Nature en 2023, Philip Ball tuiteó: «Este es un trabajo en la vanguardia absoluta de este extraordinario y emocionante campo».
En torno a este debate, el propio Hanna declaró en una entrevista con El País: «Una de las mayores discusiones es si un modelo de embrión, o embrión artificial, se debería considerar un embrión o no. Creo que, de momento, no son idénticos, hay grandes diferencias entre ellos, pero en la ética tienes que tener en cuenta los escenarios extremos. Asumamos que algún día serán idénticos. ¿Es una persona o no? ¿Es vida? También las células madre son una forma de vida. En muchos países, como en España, está permitido trabajar con blastocistos [la etapa a los cinco o seis días tras la fecundación] y esto también es un embrión. Hay miedo a la palabra embrión. Creo que lo más importante es si hay cognición, si hay sentimiento de dolor. Estamos lejos de eso, eso no ocurre hasta la mitad del embarazo. Sea o no espeluznante, la cuestión no es reducirlo a si es ético o no. Creo que la forma de verlo es: ¿Cuáles son los pros y los contras?».

## Premios y distinciones
- Citado en la lista STATUS 2024 de STAT news, una prestigiosa lista con las personalidades más influyentes en salud, medicina y ciencias de la vida.[74]
- El modelo completo de embriones sintéticos creado por Hanna fue elegido por la revista Time como el avance del año en 2023.[29]
- La creación de modelos embrionarios sintéticos fue elegida como método del año 2023 por el diario Nature Methods, de la editorial de Nature.[30]
- Los modelos sintéticos embrionarios completos de ratones y humanos fueron seleccionados por la revista Nature entre las siete tecnologías a tener en cuenta en 2023.[28]
- El IVI Foundation Award por Investigación Básica en Medicina Reproductiva (2023).
- Su manuscrito describiendo los modelos embrionarios derivados de células madre sintéticas de ratón fue uno de los diez elegidos por los editores de la revista Cell en su lista "Best of Cell 2022”.[75]
- Su artículo de 2022 sobre embriogénesis (sintética) derivada de células madre apareció en la lista de los mayores avances científicos del año 2022 en las revistas The Atlantic[76] y The Week.[77]
- Una beca Paul Harris de la Rotary International Foundation en reconocimiento a sus logros científicos (2022).
- Académico del año 2021 según la revista Prospect del Reino Unido por su trabajo con células madre y con embriología sintética (2021).[26]
- Su artículo sobre embiogénesis ex utero apareció en la lista de los más importantes avances científicos del año de la revista Science (2021).[27]
- Premio Robert Edwards del COGI en Berlin (2021).
- Su investigación sobre embriogénesis ex utero fue cubierta por un amplio artículo de Nature Outlook (2021).[78]
- Elegido miembro de la Organización Europea de Biología Molecular (2018).[25]
- Premio a la Cátedra de Investigación del Fondo para la Investigación del Cáncer de Israel (2017).
- Premio Segal Family por la excelencia en Biología de Células Madre de la Universidad de Michigan (2016).
- Premio Kimmel al científico sobresaliente en el Instituto Weizmann de Ciencias (2015).
- Seleccionado entre los "40 de menos de 40" entre los científicos jóvenes más innovadores por la revista Cell (2014).[24]
- Elegido miembro de la Academia Joven de las Ciencias de Israel (2014).[79]
- Premio Robertson de Células Madre en la New York Stem Cell Foundation (2013)[80]
- Premio Krill a la carrera científica precoz más sobresaliente de la Wolf Foundation (2013).[81]
- Premio Rappaport al Joven Investigador en Biomedicina de la Bruce and Ruth Rappaport Foundation (2013).[82]
- Elegido miembro del Programa Joven Investigador de la   Organización Europea de Biología Molecular (2012).
- Premio Inaugural a la Excelencia en Investigación Biomédica de la Sociedad Palestina de Investigación Biomédica (2011).
- Premio Clore a un sobresaliente nuevo científico en el Instituto Weizmann de Ciencias (2011).
- Premio TR35 al Joven Innovador para innovadores internacionales de menos de 35 años de la MIT Technology Review (2010).[83]
- Premio Postdoctoral Genzyme en el Whitehead Institute (2010).[22]
- Beca Helen Hay Whitney - Novartis de la Helen Hay Whitney Foundation (2007).[22]
- Premio a la Excelencia de la Escuela de Medicina de la Universidad Hebrea de Jerusalén tras graduarse con un doctorado en medicina y filosofía (2007).
- Premio Max Schlomiuk para estudiantes del doctorado de filosofía que se gradúan con distinción summa cum laude, por la Universidad Hebrea de Jerusalén (2007).
- Premio Gertrude Kohn al trabajo científico sobresaliente en genética humana de la Universidad Hebrea de Jerusalén (2005).
- Premio de la Foulkes Foundation y beca para estudiantes del doctorado de medicina y filosofía (2004).
- Premio y beca de la Wolf Foundation para alumnos sobresalientes del doctorado de filosofía (2003).